# Boris Iossifowitsch Magidow
Boris Iossifowitsch Magidow (russisch Борис Иосифович Магидов; * 13. Dezemberjul. / 25. Dezember 1884greg. in Sankt Petersburg, Russisches Kaiserreich; † 1972) war ein sowjetischer Politiker der Kommunistischen Allunions-Partei (Bolschewiki) (WKP (B)) und Gewerkschaftsfunktionär, der unter anderem zeitweise Volkskommissar sowie Vorsitzender verschiedener Gewerkschaften war.

## Leben
Boris Iossifowitsch Magidow trat 1905 der damaligen Sozialdemokratischen Arbeiterpartei Russlands (SDAPR) und wurde wegen seiner politischen Aktivitäten 1912 verhaftet und zur Zwangsarbeit in das Dorf Bugaewo im Gouvernement Archangelsk deportiert. Im Zuge der Februarrevolution 1917 wurde er im März 1917 aus der Verbannung entlassen und trat der nunmehrigen Sozialdemokratische Arbeiterpartei Russlands (Bolschewiki) (SDAPR (B)), die 1912 aus der SDAPR hervorgegangen war. Im April 1917 wurde er Vorsitzender des Rates (Sowjet) von Donez-Kriwoi Rog und war zugleich zwischen Dezember 1917 und 1918 stellvertretender Vorsitzender des Regionalkomitees der SDAPR (B) von Donez-Kriwoi Rog. Am 14. Februar 1918 wurde er Volkskommissar für Arbeit der Sowjetrepublik Donez-Kriwoi Rog, die am 12. Februar 1918 ausgerufen wurde und bereits am 19. März 1918 wieder aufgelöst wurde. Nachdem er während des Russischen Bürgerkrieges zwischen 1918 und 1919 Leiter der Politischen Abteilung der 10. Armee war, wurde er 1919 Volkskommissar für Arbeit der am 24. Dezember 1918 ausgerufenen Ukrainischen Sozialistischen Sowjetrepublik. Danach wurde er im Januar 1920 Leiter der politischen Abteilung des Donezbecken sowie Vorsitzender des Parteikomitees der Kommunistischen Partei Russlands (Bolschewiki) (KPR (B)), die 1918 aus der SDAPR (B) hervorging, in der Oblast Donezk. Er war im Anschluss zwischen März 1920 und 1921 Vorsitzender des Rates der Gewerkschaften in Oblast Donezk sowie von 1921 bis 1922 Exekutivsekretär des Parteikomitees der Kommunistischen Partei der Ukraine (Bolschewiki) (KPU (B)) von Lugansk. Danach fungierte er zwischen dem 22. August 1922 und Oktober 1924 als Exekutivsekretär des Komitees der KPU (B) der Oblast Poltawa.
Auf dem XIII. Parteitag der RKP (B) (23. bis 31. Mai 1924) wurde Magidow Mitglied der Zentralen Kontrollkommission (ZKK) und gehörte diesem Gremium bis zum 18. Dezember 1925 an. Mit der der Umbenennung der RKP (B) in Kommunistische Allunions-Partei (Bolschewiki) (WKP(B)) übernahm er 1925 den Posten als Exekutivsekretär des Komitees des Parteikomitees der Oblast Samara und bekleidete diesen bis 1926. Zugleich wurde er auf dem XIV. Parteitag der WKP (B) (18.–31. Dezember 1925) Mitglied der Zentralen Revisionskommission (ZRK) und gehörte dieser bis zum 2. Dezember 1927 an. Danach war er von 1927 bis 1929 als Instrukteur im Zentralkomitee (ZK) der WKP (B) tätig sowie zwischen 1930 und 1937 Vorsitzender des ZK der Gewerkschaft der Beschäftigten in der Druckindustrie. Auf dem XVI. Parteitag der WKP (B) (25/26. Juni bis 13. Juli 1930) wurde er zudem zum Mitglied des ZK gewählt und gehörte diesem Gremium bis zum 26. Januar 1934 an. 1937 wurde er Vorsitzender des ZK der Gewerkschaft der Pressearbeiter und bekleidete diese Funktion bis zu seiner Verhaftung 1939. Nach seiner Freilassung 1941 arbeitete er zwischen 1941 und 1948 erst als Leiter der Abteilung Datenverteilung des Zentralrats der Gewerkschaften sowie zuletzt von 1949 bis 1955 im Zentralarchiv des Zentralrats der Gewerkschaften und trat daraufhin 1956 in den Ruhestand. Für seine Verdienste erhielt er neben dem Rotbannerorden auch zwei Mal den Orden des Roten Banners der Arbeit.